# Список послов России в ЮАР
В статье представлен список послов России в Южно-Африканской Республике.
- 9 ноября 1991 года — установлены консульские отношения.
- 28 февраля 1992 года — установлены дипломатические отношения на уровне посольств.

## Список послов
| Срок полномочий                  | Посол                        | Годы жизни | Вручение верительных грамот |
| -------------------------------- | ---------------------------- | ---------- | --------------------------- |
| 31 декабря 1992 — 8 августа 1997 | Евгений Петрович Гусаров     | 1950—2002  |                             |
| 8 августа 1997 — 28 ноября 2000  | Вадим Борисович Луков        | 1953—2016  |                             |
| 28 ноября 2000 — 22 июня 2006    | Андрей Анатольевич Кушаков   | 1952—2012  |                             |
| 22 июня 2006 — 20 февраля 2012   | Анатолий Анатольевич Макаров | род 1951   | 15 августа 2006             |
| 20 февраля 2012 — 3 июля 2019    | Михаил Иванович Петраков     | род. 1959  | 14 июня 2012                |
| 3 июля 2019 — 6 сентября 2024    | Илья Игоревич Рогачёв        | род. 1962  | 15 октября 2019             |
| 6 сентября 2024 — наст. время    | Роман Евгеньевич Амбаров     | род. 1968  | 27 марта 2025               |